# Ponte Preta (Rio Grande do Sul)
Ponte Preta is een gemeente in de Braziliaanse deelstaat Rio Grande do Sul. De gemeente telt 1.846 inwoners (schatting 2009).